# 優駿の門GI
『優駿の門GI』（ゆうしゅんのもんジーワン）は、やまさき拓味による日本の競馬漫画作品。『週刊少年チャンピオン』（秋田書店）にて、2001年3号から2003年32号まで連載された。同じく『週刊少年チャンピオン』で連載されていた『優駿の門』の続編である。全115話。後の時代を扱った続編に「優駿の門ピエタ」、「優駿の門チャンプ」がある。

## あらすじ
主人公・天馬駿はばんえい馬を生産する天馬牧場の一人息子。ある日、きょうだい同然に育ったばんえい馬・哀歌が馬主の都合により処分されることを知らされる。悲しみにくれ、哀歌の応援にもいかない駿だったが、哀歌の懸命の走りを知り競馬場へと駆けつけた。駿の声援を受け勝利目前の哀歌だったが、ついに限界を迎え、ゴール直前で心臓麻痺を起こし死亡してしまう。駿の懸命のムチにも二度と応えることはなかった。
哀歌の死から十数年後、駿は中央競馬の新人騎手として美浦トレーニングセンターにいた。奮闘する駿の前に1頭の巨大な馬が現れる。その馬の名は「哀歌」。駿は哀歌とともに日本、そして世界を駆け抜ける。

## 主な登場人物
- 本作には哀歌（アイカ）という名前の馬が2頭登場する。登場する時期が違うこともあり作品中では特に呼び分けはされていないが、便宜上ここではそれぞれ哀歌（サラブレッド）、哀歌（ばんえい馬）と記載する。

天馬駿（てんま しゅん）
主人公。美浦・岡田厩舎所属の新人騎手。実家はばんえい馬の生産牧場、父はばんえい競馬で5000勝を挙げた名騎手というばんえい一家の生まれ。だが日本一の騎手になるという夢のため、ばんえい競馬ではなく中央競馬の騎手となった。非常に優れたバランス感覚を持っており、それが極端に体を前に出す独特な追い方を可能にしている。その豪快さは「撃腕」と形容されるほど。しかし、馬の脚に過度な負担をかける乗り方でもあるため、駿が騎乗した馬の多くは脚を痛めてしまっている。そのため馬を追うことに恐怖心を抱くようになるが、小林の計らいにより再び自信を取り戻した。その後ドバイモンスターの騎手として帯同馬の哀歌（サラブレッド）とともにアメリカへ遠征。だが哀歌（サラブレッド）と公平が姿を消したことでレースに集中できなくなり、ドバイモンスターの落馬事故を引き起こす。失意のままダヤン厩舎に転がり込み、そこで勝負の厳しさを学んだことで大きく成長し、哀歌（サラブレッド）に騎乗してケンタッキーダービーを制した。その後もアメリカに残って騎乗を続けたが日本に帰国してばんえい競馬の騎手に転向していた事が後の作品、「優駿の門チャンプ」で明らかとなる。
和田公平（わだ こうへい）
天馬牧場で厩務員として働いている、駿の兄貴分。かつては関西で殺人以外はなんでもやる札付きのワルだったが、トラブルを起こしリンチされていたところを健に助けられ、彼の牧場で働くようになる。中央競馬の騎手になった駿に対してばんえい競馬を捨てた、と憎まれ口を叩くが、内心では強く気にかけており、駿のためなら命もいらないとまで豪語する。哀歌（サラブレッド）を岡田厩舎へと連れてきたとき、自信も居候の厩務員として岡田厩舎に残った。哀歌（サラブレッド）とともにアメリカへ渡り、駿のためにあえて駿の下を離れる。その後口八丁でうまく岡田鮫からケンタッキーダービーの最終追加登録料15万ドルを受け取るが、その金を銀行から引き出した直後強盗に襲われる。金は守ったが、全身を銃で撃たれ瀕死の重傷を負ってしまう。一度は心肺停止にまで陥るが、ケンタッキーダービー後に奇跡的に復活、一命を取り留めた。その後も駿についていたが、馬を故障させた事にショックを受けて馬に乗れなくなった駿を連れて帰国していた事が後の作品「優駿の門チャンプ」で明らかとなった。
天馬健（てんま けん）
駿の父親。ばんえい競馬で5000勝以上を挙げた名騎手で、天馬牧場の責任者でもある。哀歌（ばんえい馬）の最後のレースでも騎手を務めている。駿のために哀歌（サラブレッド）を源じぃから無料で譲り受け、鍛えたうえで岡田厩舎へと送り込んだ。また、駿と哀歌（サラブレッド）をアメリカへ行かせるために、馬と牧場の施設すべてを売却した。天馬牧場はその後ケンタッキーダービーの賞金で買い戻され、健も再び牧場の責任者として働いている。後の作品「優駿の門チャンプ」でも牧場長として働いている。
岡田鰹（おかだ かつお）
兄・岡田鮫の厩舎で調教助手を務めている。営業で厩舎を空けることの多い兄に代わり、実務レベルでの岡田厩舎のトップである。嫌味で陰湿な性格をしており、関係者からはことごとく毛嫌いされている。その一方で管理をしていたドバイモンスターが予後不良になった際や、日頃から毛嫌いしていたはずの哀歌や公平が死の淵に立った際には涙を流して取り乱すこともあり、冷酷な人間ではない。後の作品「優駿の門ピエタ」、「優駿の門チャンプ」にも登場し、調教助手を続けている。
田辺俊一（たなべ しゅんいち）
駿と同期の騎手。前作に登場した田辺俊輔の息子である。競馬学校の卒業祝いに光優馬からもらったムチが宝物。
甘利千尋（あまり ちひろ）
駿と同期の騎手。甘利弾の姪（兄の娘）である。駿の実力を天才と非常に高く評価している。
マイケル・グリーン
ロッキーの主戦騎手を務める童顔の少年。戦災孤児であり、アメリカへは密航でやってきた。ストリートチルドレンとして街で暴れていたところをダヤンに拾われ、騎手として育てられる。自分に騎手としての生き方を与えてくれたダヤンに強い恩義を感じており、どんなひどい仕打ちを受けてもダヤンの下を去ろうとはしない。駿とはよき友人、よきライバルとなる。後の作品「優駿の門チャンプ」にも登場し、日本に遠征した米国の馬でスプリンターズステークスを制した。
ダヤン・バース
ロッキーの調教師。北欧出身。日本でいう500万条件の馬を専門に扱う調教師だが、その中から突如ロッキーという怪物が出現した。マイケルに対しては些細なことでもムチを打ち、地元の人からは鬼以上に残忍とまで言われている。大の酒好きで、マイケルが稼いだ賞金も全部取り上げ、酒とギャンブルに費やしている。馬に対しても壊れるまでハードトレーニングを繰り返すが、それは血統が悪く能力もない馬を競走馬として強くするという強い信念に基づくものである。マイケルや駿に厳しくあたるのも同じ理由。なお、調教中の事故やレースで管理馬が死んだ際は必ず自らの手で解体、埋葬する。後の作品「優駿の門チャンプ」にも調教師として登場。自身の管理馬がスプリンターズステークスを制した。

### 前作からの登場人物
光優馬（ひかり ゆうま）
前作の主人公。今は日本国外を主戦場としている。射殺寸前のレジスタンスを助け、鍛えたうえで神宮司厩舎へと送り込んだ。駿の撃腕でしか動かない哀歌（サラブレッド）を乗りこなすなど、天才的な騎乗技術は健在。
月山左京（つきやま さきょう）
優馬のライバル騎手。今は日本を飛び出し、フランスで騎手をしている。アイアンマッスルの騎手選びのときにアイアンマッスルが騎手を試すため手抜きをしていることを見抜いたことで、主戦騎手となった。
岡田鮫（おかだ こう）
中央競馬の調教師。頭はすっかり禿げ上がってしまっている。前作では騎手だったが、本作では調教師に転身した。前作の嫌味な部分はかなり薄れており、駿に対して騎手としての心構えを説き、ときには鉄拳を振るうこともある。ただ内心の狡猾さはさらに磨きがかかっているようで、当初じっくり育てるつもりだった駿が使えると見るや否や、積極的に営業に利用した。馬を安く手に入れた際は馬主に買値の10倍の価格で売り付け、その差額を着服し、裏金にまわしていたが、公平の策でその金は哀歌のケンタッキーダービーの追加登録料に回される事になった。後の作品「優駿の門ピエタ」、「優駿の門チャンプ」にも調教師として登場している。
伊賀広和（いが ひろかず）
中央競馬の騎手。2000勝を挙げた現役最多勝利騎手で、駿たちも初めて会ったときには羨望の眼差しを向けていた。
甘利弾（あまり だん）
笠松競馬場で3000勝を挙げた一流騎手。駿と初めて会ったとき、その面構えから優馬と同じものを感じ取り、活躍を予見していた。
野山捨造（のやま すてぞう）
前作では関東地方競馬場で調教師を務めていたが、すでに引退し馬主となっている。
神宮寺愛（じんぐうじ あい）
前作では野山厩舎の厩務員だったが、野山厩舎を引き継ぎ、自身の厩舎を開業した。
小林政宏（こばやし まさひろ）
神宮寺厩舎の厩務員。調教師試験に落ち続けているため、後輩の神宮寺が調教師になった今も厩務員のままである。馬に対する強烈な愛情はまったく変わっておらず、彼が一緒にアメリカに来ないという理由で飼い葉を食べなくなったアイアンマッスルを救うため、アメリカ行きを決意する。
野山きな子（のやま きなこ）
優馬の恋人。故郷の七色浜で源じぃや馬の世話をしている。
山中乗人（やまなか のりひと）
優馬の競馬学校時代の同期生。今は七色浜にいる。相変わらずのクリクリ頭だが、口髭が生えている。

## 主な競走馬

### 中央競馬
哀歌（サラブレッド）（父：ボムクレイジー、母：レディブライアン、母父：ナリタブライアン）
主人公格の競走馬で、岡田厩舎所属。見た目は哀歌（ばんえい馬）にそっくりである。前作に登場したボムクレイジーただ1頭の息子。元々は父にゆかりのある神宮寺厩舎へ行く予定だったが、駿の撃腕に耐える脚を持つ馬を用意するため、健が無理を押して買い取って鍛え抜いたうえで岡田厩舎へと送り込んだ。優馬もかつての相棒の息子を気にかけており、生まれる際にはアメリカから帰国し自ら取り上げ、哀歌を見るためだけに岡田厩舎にまで足を運んだ。父を大きく超える（800kg超）サラブレッド離れした巨体を持ち、当歳のころから鋼鉄のソリを引いてトレーニングをしていたため、車さえ引きずり回すほどの馬力がある。性格は非常に温和で、父とは正反対。駿の撃腕も物ともしない父譲りの頑丈な体を持つが、精神的な繊細さは母父ナリタブライアンから引き継いだものであり、それがのちの悲劇へとつながる。頑丈な反面、鞭にも一切反応しない為、駿の撃腕か優馬の鞭笛でしか動かすことができず、他の騎手では乗ることはできても力量を発揮させることができるのは駿か優馬のみ。
中央の岡田厩舎所属馬だが、健の指示により関東地方競馬場でデビュー。巨体が災いしゲートに体が引っかかってスタートで大きく出遅れるが、駿の撃腕もあり他馬をあっという間にごぼう抜きにし圧勝した。2戦目ではアイアンマッスルを相手にハナ差で勝利。ドバイモンスターの帯同馬としてアメリカ行きが決まり、その費用を稼ぐために連闘し、3戦目と4戦目の弥生賞に勝利した。この頃から内臓に強い痛みを持つようになる。アメリカ遠征後も帯同馬扱いだったが、最初からケンタッキーダービーに出走させるつもりだった公平の策により岡田鮫から最終追加登録料15万ドルを支払わせ、出走にこぎつけた。ケンタッキーダービーでは限界寸前の内臓を抱えたまま激走し、優勝する。だがゴール直前についに内臓が破裂、死亡した。
ドバイモンスター（父：シルバーチャーム、母：ドバイユカ、母父：ニジンスキー）
1億8000万円の値がついた外国産馬。岡田厩舎所属。デビュー戦を甘利弾の騎乗で勝利し、3戦目では駿が騎乗して共同通信杯に優勝。その後馬主の意向によりアメリカへと遠征。だがブルーグラスステークスでレースに集中しなかった駿の不注意もあり落馬、予後不良となった。
フロッグメン（父：シャラク、母：ケロッグレディ、母父：サクラユタカオー）
岡田厩舎所属の競走馬。父のシャラクは前作で岡田が騎乗していた馬である。岡田厩舎で唯一900万条件まで勝ち上がっていた一番の出世馬。オープンクラスでも通用する実力があるが、レースになるとひどく折り合いがつけにくいため、勝ち上がれずにいる。元々は伊賀が主戦騎手だが、伊賀が他の馬に乗り変わるため、駿が騎乗する予定だった。しかし馬主と岡田鮫がそれに難色を示したため、急遽甘利弾が騎乗している。

### 地方競馬
ラブリップ（父：リップ、母：ラブゼット、母父：ハイセイコー）
神宮寺厩舎の所属馬。父母ともにかつて野山厩舎に所属していた。主戦騎手の落馬により、急遽駿が騎乗することになった。ここで前述の「撃腕」を初めて披露し、最後方から一気の追い込みを見せ、勝利している。
アイアンマッスル（父：サドラーズウェルズ、母：アーバンシー、母父：ミスワキ）
世界的馬主であるキャメル殿下が「サラブレッドの進化の歴史はアイアンマッスルで終わる」と豪語するほどの実力馬。世界トップクラスの騎手の中から月山左京を騎手に選び、小林を気に入ったキャメル殿下の意向により神宮寺厩舎へと預けられた。デビュー戦を35馬身差のコースレコードで圧勝。2戦目で哀歌（サラブレッド）に敗れるが、左京は本気を出していないと発言している。その後ケンタッキーダービーに挑戦するため小林とともにアメリカへ転厩した。
レジスタンス（父：フサイチペガサス、母：テイラーアマゾン、母父：シルバーチャーム）
交通事故で重傷を負い、射殺される寸前になるが、母親と優馬に助けられた。その際の発砲により左耳が少し欠けている。そういった経緯もあり、優馬以外の人間に懐こうとせず、成長した後も悪夢にうなされるなど、強烈なトラウマとして残っている。小林ならなんとかできると考えた優馬により、神宮寺厩舎へ送り込まれるが、すでに小林はアメリカへ発った後だった。デビュー戦で優馬が騎乗し圧勝した後、レジスタンスのトラウマを消すためにアメリカへと渡った。ケンタッキーダービーでは哀歌（サラブレッド）に敗れたものの、その実力は高く評価され10億円という値段がつき、かつて自分を殺そうとした人間たちに認められたことで、レジスタンスのトラウマは消え去った。

### 海外馬
ロッキー（父：サボナ、母：エイドリアン、母父：クラシックゴーゴー）
アメリカの赤い怪物と呼ばれる強豪馬。自分でレースのペースまで作れる頭の良い馬である。ダヤン調教師の元に金銭トレードを打診されたが、ダヤン調教師は断っている。

### ばんえい馬
哀歌（ばんえい馬）（父：不明、母：白雪）
牝のばんえい馬。駿とはきょうだい同然に育った。名は駿を生んですぐに亡くなった母親からつけられた。なかなかレースに勝てず、さらに馬主の会社が倒産したことで処分されることが決まる。最後のレースでは駿の声援を受け限界を超えた走りで最強馬レッドブリザードをあわやというところまで追い詰めるが、ゴール直前に力尽き、心臓麻痺により死亡した。
レッドブリザード（父：タカラコマ、母：能信）
28戦21勝の成績を残すばんえい競馬の強豪。哀歌の最後のレースでも圧倒的な1番人気を背負っていた。

### 前作からの登場馬
ボムクレイジー（父：グリーングラス、母：ラブシンザン、母父：シンザン）
前作の主人公格の馬。七色浜で暮らしている。引退後種牡馬となったが、仕事としての種付けを嫌ったため、産駒は自身が愛したレディブライアンとの間に生まれた哀歌（サラブレッド）のみ。最終話で事故に遭った牝馬を気に入り、2頭目の仔が生まれたところで本作は終了している。
リップ（父：シンボリルドルフ、母：トリック、母父：タマモクロス）
ラブゼット（父：ハイセイコー、母：ラブシンザン、母父：シンザン）
前作で野山厩舎所属だった2頭。今は七色浜で乗馬になっている。
ポンコ（父：ネヴァービート、母：グラスクィーン）
優馬の実家である光牧場の生産馬。紆余曲折を経て人に敵意を持つ野良馬となっていたが、前作の最後で優馬によって救われた。28歳の今も健在であり、七色浜で暮らしている。
アルケリア
前作にも登場したポニー。今は七色浜にいる。

## 単行本
少年チャンピオン・コミックスより刊行。全13巻。
1. 2001年5月31日発売 ISBN 4-253-20013-3
2. 2001年7月5日発売 ISBN 4-253-20014-1
3. 2001年9月13日発売 ISBN 4-253-20015-X
4. 2001年11月22日発売 ISBN 4-253-20016-8
5. 2002年1月17日発売 ISBN 4-253-20017-6
6. 2002年4月4日発売 ISBN 4-253-20018-4
7. 2002年6月6日発売 ISBN 4-253-20019-2
8. 2002年10月31日発売 ISBN 4-253-20020-6
9. 2003年1月9日発売 ISBN 4-253-20021-4
10. 2003年3月6日発売 ISBN 4-253-20022-2
11. 2003年5月22日発売 ISBN 4-253-20023-0
12. 2003年7月31日発売 ISBN 4-253-20552-6
13. 2003年9月25日発売 ISBN 4-253-20553-4

## 関連作品
- 優駿の門
- 優駿の門 -ピエタ-
- 優駿の門 チャンプ
- 優駿の門 GP
- 優駿の門 ムンク
- 黒い弾丸アルフィー
- 瞳の中のライバル
- 白蹄のライバル
- 優駿の門 アラブレッド
- 優駿の門 アスミ
- 優駿の門 2020馬術
特別編
  - ディープインパクト 優駿の門特別編